# Meinrad Guggenbichler

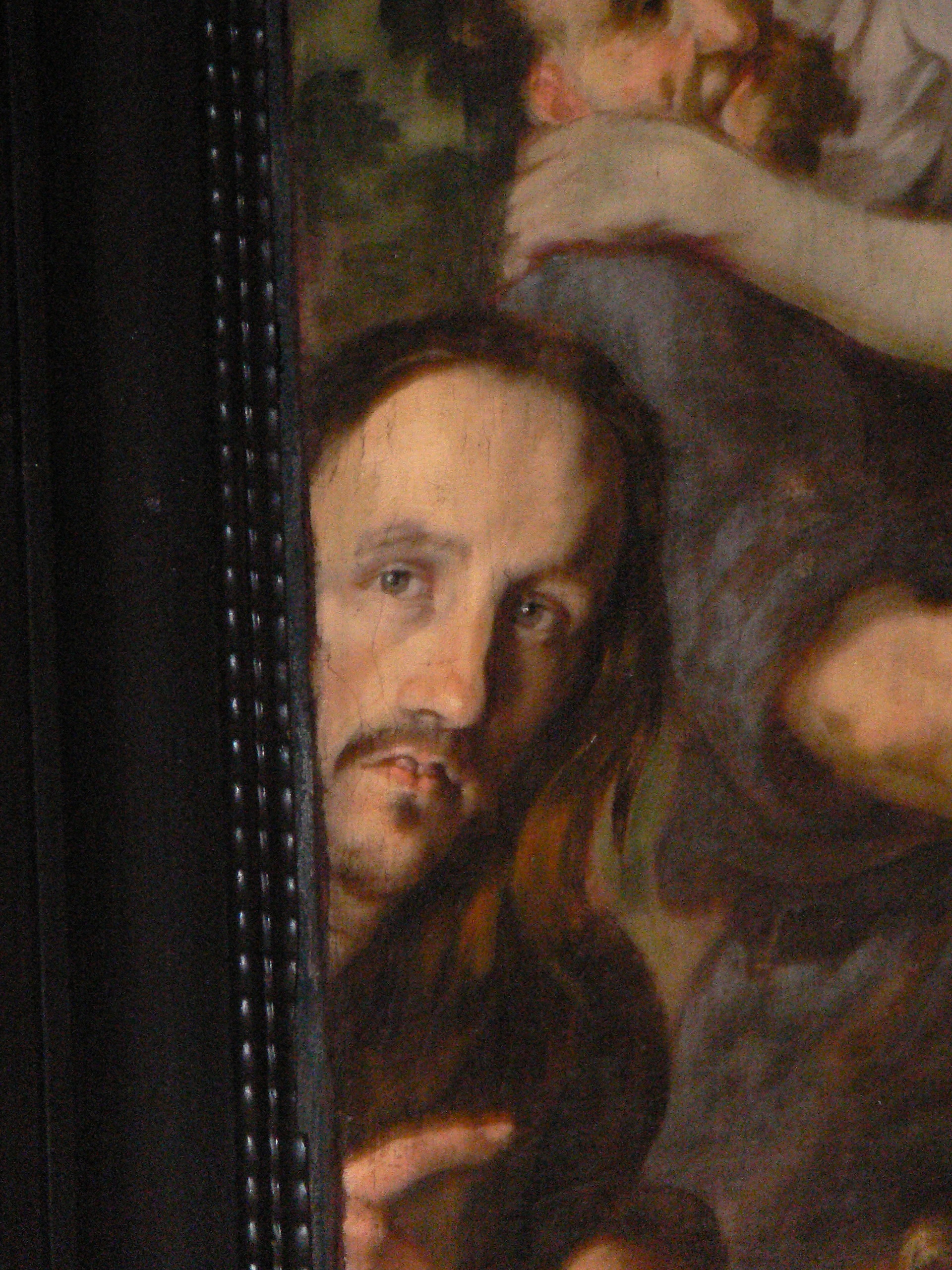
Porträt Guggenbichlers am Wolfgang-Altar in Mondsee

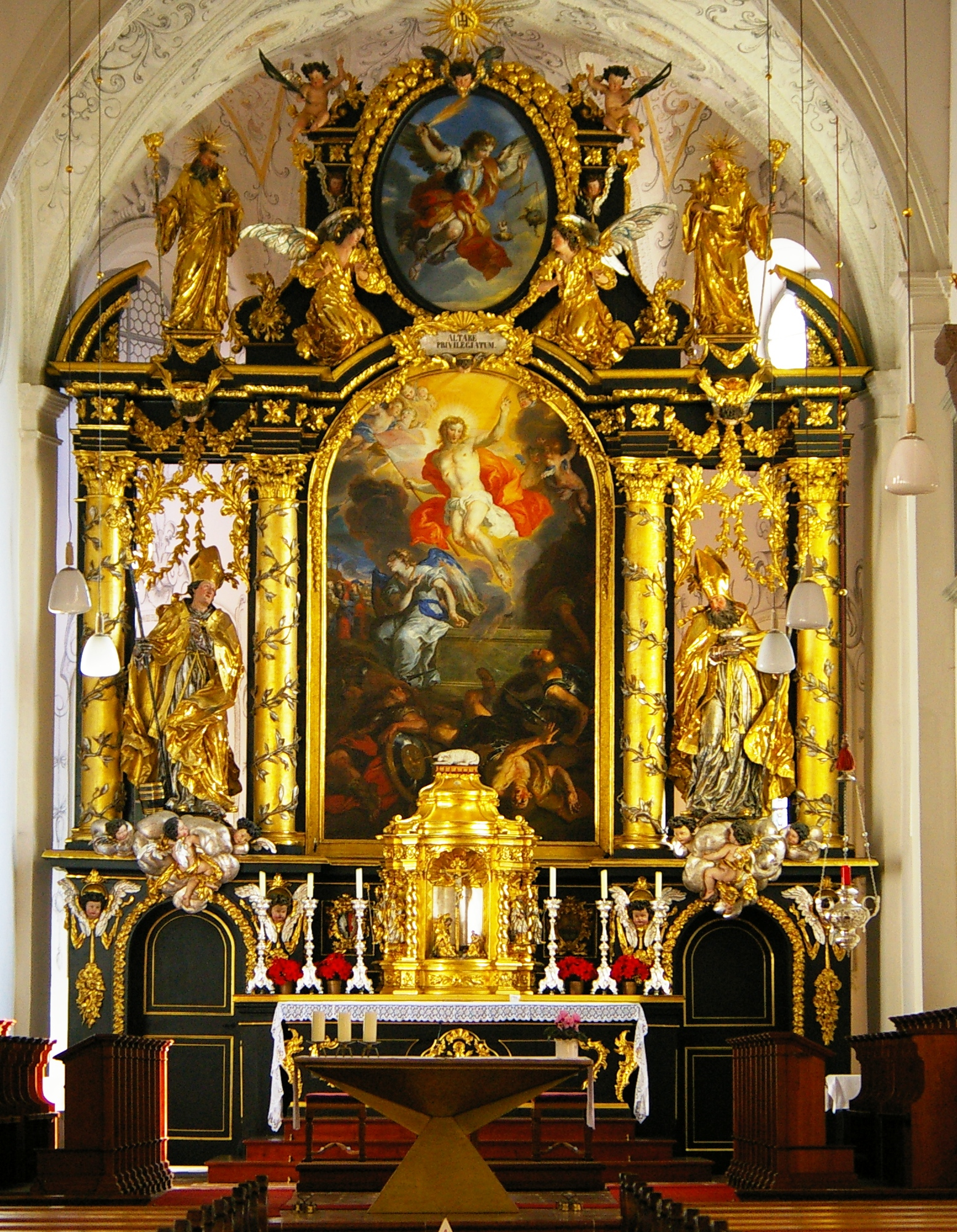
Hochaltar der Abteikirche Michaelbeuern

Meinrad Guggenbichler, auch Johann Meinrad Guggenbichler (* 17. April 1649 in Einsiedeln, Schweiz; † 10. Mai 1723 in Mondsee, Oberösterreich) war ein Bildhauer des Barock.

## Leben
Meinrad Guggenbichler wurde in Einsiedeln unter dem Namen „Guggenbüel“ geboren. Sein Vater Georg war Steinbildhauer und Baumeister. Nach dem Tod des Vaters ging er mit seinem älteren Bruder Johann Michael nach Dillingen und absolvierte dort seine Lehrzeit.
Aus dem Jahre 1670 sind seine ersten Arbeiten im Kloster Sankt Florian bei Linz datiert. Bereits 1675 wirkte er bei der Errichtung des Hochaltars in der Pfarrkirche Straßwalchen mit, die dem Kloster Mondsee inkorporiert war. Ab 1678 arbeitete er bis zu seinem Lebensende als Stiftsbildhauer für das Kloster Mondsee.
Zum Werk des ab 1678 in Mondsee als Haupt einer bedeutenden Werkstätte ansässigen Künstlers gehören die Altäre in Straßwalchen, Mondsee, Irrsdorf, Lochen am See, St. Wolfgang, Oberwang, Michaelbeuern, Stadtpfarrkirche Rattenberg (Tirol) und Oberhofen am Irrsee sowie Statuen für Munderfing, Schleedorf und Maria Kirchental.

## Werke
- 1675: Salzburg, Pfarrkirche Straßwalchen, Hochaltar
- 1679–1681: Oberösterreich, Basilika Mondsee, Heiliggeist-Altar, Wolfgang-Altar, Kanzel, Statuen
- 1682–1684: Oberösterreich, Basilika Mondsee, Speise-Altar, Armeseelen-Altar
- 1682–1684: Salzburg, Filialkirche Irrsdorf, figürliches und ornamentales Schnitzwerk zum Hochaltar
- 1685: Salzburg, Markuskirche (Salzburg), Figur des Hl. Gelasius; Figur des Hl. Fulgentius. Beide Figuren befinden sich im Dommuseum Salzburg. Die Zuordnung zur Markuskirche erscheint rätselhaft, da dieselbe erst 1705 eingeweiht wurde.
- 1689: Salzburg, Filialkirche Irrsdorf, Seitenaltäre
- 1690: Oberösterreich, Basilika Mondsee, Orgelgehäuse
- 1691: Salzburg, Benediktinerabtei Michaelbeuern, Hochaltar
- 1693: Oberösterreich, Katholische Pfarrkirche Dorfbeuern „Hll. Nikolaus und Johannes der Täufer“, Konsolfiguren Maria mit Kind, Auferstandener.
- 1699–1701: Salzburg, Pfarrkirche Schleedorf Hochaltarfiguren Martyrium der hl. Stephanus, die Seitenfiguren hl. Georg und hl. Florian, weitere Figuren aus seiner Werkstatt
- 1699–1701: Dommuseum Salzburg, Figurengruppe „Mariä Verkündigung“ aus dem Pfarrhof von Schleedorf (Werkstatt)
- um 1700: Bayern, Pfarrkirche St. Laurentius (Tittmoning), Figuren hl. Wolfgang und hl. Bonifatius im Chor
- um 1702: Salzburg, Pfarrkirche Faistenau, Figuren „Ecce homo“, „Mater dolorosa“
- 1703: Salzburg, Filialkirche Irrsdorf, Pietà
- um 1706: Salzburg, Kollegienkirche, Figuren der Seitenaltäre
- 1706: Oberösterreich,  Pfarr- und Wallfahrtskirche St. Wolfgang, Kreuzaltar „Die heilige Gertrud als Fürbitterin für die armen Seelen“, hl. Johannes und Maria
- 1706: Oberösterreich,  Pfarr- und Wallfahrtskirche St. Wolfgang, Antoniusaltar
- 1706: Oberösterreich,  Pfarr- und Wallfahrtskirche St. Wolfgang, Kanzel
- 1706: Oberösterreich,  Pfarr- und Wallfahrtskirche St. Wolfgang, Rosenkranzaltar, schreitende Figurengruppen: „Abraham und Isaak“, „Erzengel Raphael und Tobias“
- 1707: Salzburg, Filialkirche Eugendorf-St. Georg, Hochaltar
- 1707–1708: Oberösterreich, Pfarrkirche Oberwang, Figurengruppe am Hochaltar „Ermordung des heiligen Kilian“
- 1709: Oberösterreich, Pfarrkirche Lochen, Hochaltar „Muttergottes mit dem Jesuskind auf den Wolken thronend“, (Guggenbichler zugeschrieben)
- 1710: Salzburg, Preimskirche in Bad Gastein, Seitenaltäre (zugeschrieben)
- 1710: Salzburg, Preimskirche in Bad Gastein, Schmerzensmann (zugeschrieben)
- 1710: Oberösterreich, Pfarrkirche Oberwang, Seitenaltäre (Werkstatt)
- 1712: Oberösterreich, Pfarrkirche Oberhofen am Irrsee, Hochaltar
- 1713: Oberösterreich, Pfarrkirche St. Georgen im Attergau, Kanzel
- 1713: Oberösterreich, Pfarrkirche St. Georgen im Attergau, Tabernakel (Aufsatz-Figuren von drei Kirchenvätern sind heute in der Pfarr- und Wallfahrtskirche Attersee)
- 1714: Oberösterreich, Filialkirche St. Lorenz, Figuren im Chor „Schmerzensmann“, „Schmerzhafte Madonna“
- 1718: Tirol, Pfarrkirche Rattenberg, Knappenaltar (Annenaltar)
- Köln, Museum Schnütgen, Kruzifixus